# Der Hund von Baskerville, IV. Teil: Der geheimnisvolle Hund
Der Hund von Baskerville, IV. Teil: Der geheimnisvolle Hund ist ein mittellanger, deutscher Detektiv-Stummfilm von Richard Oswald mit Alwin Neuß in der Rolle des Sherlock Holmes.

## Handlung
Offensichtlich versuchte dieser Film die Vorgeschichte zu Arthur Conan Doyles Der Hund von Baskerville zu erzählen: Wie aus dem einfachen Hund ein unheimliches Wesen des englischen Moores wurde.
Der Schurke Stapleton hatte im dritten Teil der Filmreihe sein wohlverdientes Ende gefunden, doch sein Vorfahr hat ebenfalls schurkisches getrieben. Die Gattin von Henry Baskerville wird ebenso gemeuchelt wie ihr getreuer Hund. Der aber kehrte als geheimnisvoller Geisterhund zurück und sorgt für allerlei Schauer rund um das Anwesen der Baskervilles. Wieder einmal ein Fall für einen Vorfahren aus dem Hause Holmes.

## Produktionsnotizen
Der Hund von Baskerville, IV. Teil: Der geheimnisvolle Hund entstand im 1915 im Greenbaum-Filmatelier in Berlin-Weißensee,  passierte im selben Jahr die Filmzensur und wurde für das Reich für die Dauer des Krieges verboten. Erst für 1919 konnte man diesen „Baskerville“-Film in Deutschland begutachten, während der Streifen vermutlich in Österreich-Ungarn noch im Produktionsjahr 1915 anlief. Der Film war wie seine Vorgänger Die Sage vom Hund von Baskerville und Der Hund von Baskerville, III. Teil: Das unheimliche Zimmer lediglich drei Akte lang, somit ein etwa 40 Minuten kurzer Film.
Die Filmbauten entwarf Hermann Warm.

## Wissenswertes
Der Hund von Baskerville, IV. Teil: Das unheimliche Zimmer war der vierte und letzte Teil einer vierteiligen Hund von Baskerville-Filmreihe, die der Produzent Jules Greenbaum in den Jahren 1914/15 mit einer nahezu gleichen Besetzung hergestellt hatte. Den ersten Teil, die werkgetreue Adaption des gleichnamigen Conan-Doyle-Stoffes, Der Hund von Baskerville, wurde 1914 von Rudolf Meinert inszeniert. Die drei folgenden Weiterentwicklungen dieser Inszenierung wurden allesamt 1915 von Richard Oswald umgesetzt.